# Vėriškiai
Vėriškiai ist ein Dorf mit 339 Einwohnern (2011) in der Rajongemeinde Radviliškis, Bezirk Šiauliai in Litauen. Es ist das Zentrum vom Amtsbezirk Vėriškiai. Es gibt  eine Bibliothek, eine Abteilung des Gymnasiums Šeduva (früher eine Grundschule), ein Institut der Veterinärakademie der Universität für Gesundheitswissenschaften Litauens.